# Paradrina boursini
Paradrina boursini là một loài bướm đêm trong họ Noctuidae.